# Anders Medin
Anders Medin (i riksdagen kallad Medin i Möckelsnäs), född 3 mars 1803 i Moheda socken, Kronobergs län, död 18 december 1870 i Stenbrohult, var en svensk lantbrukare och politiker. Han var morfar till Ernst Ericsson.
Medin var kommunalpolitiker och landstingsman. Han företrädde bondeståndet i Norrvidinge, Kinnevalds och Allbo härader vid ståndsriksdagarna 1850–1851, 1853–1854, 1856–1858, 1862–1863 och 1865–1866. Han var efter representationsreformen ledamot av riksdagens andra kammare 1867–1870, invald i Allbo härads valkrets. I riksdagsutskotten var han suppleant i Statsutskottet 1850–1851 och ledamot i Allmänna besvärs- och ekonomiutskottet 1856–1858, 1862–1863 samt 1865–1866. I riksdagen skrev han 17 egna motioner, företrädesvis om bankfrågor, t ex ränterestriktioner och inskränkning av de enskilda bankernas sedelutgivningsrätt. Några motioner avsåg ändringar i trafiken på SJ:s stambanor, andra beskattning av maltdrycker
.